# Adri Jansen
Adri Jansen (Zwolle, 6 december 1940) is een voormalig Nederlands voetballer. Hij speelde als verdediger bij PEC. Op zijn 25e koos hij voor een maatschappelijke carrière als leraar in Epe, hierdoor stopte hij met semi-prof voetbal. Later was hij speler en voorzitter bij SC Doesburg en SVI.

## Carrièrestatistieken
| Seizoen         | Club            | Land            | Competitie      | Competitie | Competitie | Beker | Beker | Internationaal | Internationaal | Overig | Overig | Totaal | Totaal |
| Seizoen         | Club            | Land            | Competitie      | Wed.       | Dlp.       | Wed.  | Dlp.  | Wed.           | Dlp.           | Wed.   | Dlp.   | Wed.   | Dlp.   |
| --------------- | --------------- | --------------- | --------------- | ---------- | ---------- | ----- | ----- | -------------- | -------------- | ------ | ------ | ------ | ------ |
| 1961/62         | PEC             | Nederland       | Tweede divisie  | –          | 1          | –     | 0     | –              | –              | –      | –      | –      | 1      |
| 1962/63         | PEC             | Nederland       | Tweede divisie  | –          | 0          | –     | 0     | –              | –              | –      | 0      | –      | 0      |
| 1963/64         | PEC             | Nederland       | Tweede divisie  | –          | 0          | –     | 0     | –              | –              | –      | –      | –      | 0      |
| 1964/65         | PEC             | Nederland       | Tweede divisie  | –          | 0          | –     | 0     | –              | –              | –      | –      | –      | 0      |
| Carrière totaal | Carrière totaal | Carrière totaal | Carrière totaal | –          | 1          | –     | 0     | –              | –              | –      | 0      | –      | 1      |